# Минский округ (II Речь Посполитая)
Минский округ (пол. Okręg miński) — административный округ, созданный 15 сентября 1919 года в составе Гражданской администрации восточных земель (ЗЧВК).
В состав Минского округа входили поветы: Бобруйский, Борисовский, Игуменский, Минский и Слуцкий.
9 февраля 1920 года из территорий Лепельского и Полоцкого поветов был создан Лепельский повет с временным местонахождением в Кубличах, вошедший в состав Минского округа.

## Демография
По переписи декабря 1919 года в округе проживало 1 091 138 человек, из которых 64,5 % объявили себя белорусами, 14,6 % — поляками, 11,3 % — евреями, 3,5 % — " местными жителями ", 0,2 % — литовцами, 5,9 % — представители других национальностей (преимущественно русские). Крупнейшими городами были: Минск (102 392 жителя), Бобруйск (29 704 жителя) и Слуцк (14 162 жителя). В районе также был 8 781 другой город, в одном из которых проживало 5-10 000 жителей. жителей, а 31 имел 1-5 тыс. человек. жителей.

## Образование
В Минском округе в 1919/1920 учебном году было 1123 начальных школы, 71 средняя школа и 14 профтехучилищ. Всего в них обучалось 84 690 студентов и работало 2 454 учителя. Среди начальных школ было: 643 с преподаванием на русском языке (42 541 ученик, 906 учителей), 262 с преподаванием на польском языке (13 106 учащихся, 348 учителей), 194 с преподаванием на белорусском языке (10 417 учащихся, 271 учитель) и 24 с преподаванием на идише (2 633 ученика), 99 учителей). Лучшие условия обучения были в еврейских школах (1 учитель на 27 учащихся), а худшие — в русских школах (1 учитель на 47 учеников). В марте 1920 г. было 279 школ с преподаванием на польском языке и 1208 школ с преподаванием на других языках.

## Подробное административное деление
| Повет | Площадь (км²) | Численность населения |  | Центр повета | Численность населения центра |
| --- | ------------- | --------------------- |  | ------------ | ---------------------------- |
| Минский округ |               |                       |  |              |                              |
| Бобруйский повет | 10500         | 188.976               |  | Бобруйск     | 29.704                       |
| Борисовский повет | 6700          | 147.673               |  | Борисов      | 5.452                        |
| Игуменский повет | 8010          | 221.758               |  | Игумен       | 4.669                        |
| Лепельский повет ¹ | ?             | ?                     |  | Кубличи      | ?                            |
| Минский повет | 5213          | 304.004               |  | Минск ²      | 102.392                      |
| Минск (город) ² | ?             | 102.392               |  | Минск        | 102.392                      |
| Слуцкий повет | 5524          | 228.727               |  | Слуцк        | 14.162                       |
| ¹ 9 февраля 1920 года из территорий Лепельского и Полоцкого поветов был создан Лепельский повет с временным местопребыванием в Кубличах, вошедший в состав Минского округа (Вестник законов ЗЧЗ от 1920 г., № 9, ст. 149) |               |                       |  |              |                              |
| ² 25 октября 1919 года был создан городской повет в Минске (Dz. Urz. ZCZW z 1919 r. Nr 26, poz. 276) |               |                       |  |              |                              |